# Jan Przybyła
Jan Przybyła (ur. 18 października 1884 w Sierakowicach, zm. 11 sierpnia 1942 w Auschwitz-Birkenau) – polski pisarz, dziennikarz.

## Życiorys
Pisywał do śląskich gazet (Polak, Kurier Śląski oraz Kocynder) oraz redagował lwowskie pismo Pobudka. W czasie I powstania śląskiego współpracował z redakcją Powstańca. Później także pisywał do Gazety Warszawskiej i Dziennika Zachodniego. W 1918 podczas obrony Lwowa w czasie Bitwy o Lwów (1918–1919) był korespondentem wojennym, przebywał na lotnisku III Grupy Lotniczej na lotnisku na lotnisku Lewandówka we Lwowie. Na podstawie wydarzeń i faktów napisał książkę Z orlich bojów lotników lwowskich, w której opisał  działania lotników w czasie walk.  
Około 1930 powierzono mu stanowisko naczelnika gminy Chropaczów, gdzie zapisał się jako dobry gospodarz. W 1939 jako jeden z ostatnich opuścił swą gminę. W czasie okupacji ukrywał się w Krakowie pod przybranym nazwiskiem Jana Miodowicza. 12 kwietnia 1942 został aresztowany i przewieziony do niemieckiego obozu koncentracyjnego Auschwitz.

## Ważniejsze utwory
- Słowacki na Śląsku
- Z orlich bojów lotników lwowskich

## Odznaczenia
- Srebrny Wawrzyn Akademicki (4 listopada 1937)[1]